# Воскресенська вулиця (Київ)
Воскресе́нська вулиця — вулиця у Дніпровському районі міста Києва, житловий масив Воскресенка. Пролягає від проспекту Георгія Нарбута до проспекту Алішера Навої.

## Історія
Вулиця виникла у 60-ті роки XX століття як відгалуження Воскресенського шосе (сучасний проспект Георгія Нарбута). Сучасна назва — з 1968 року.
У різні часи назву Воскресенська вулиця мали вулиці Васильченка та Магістральна.

## Забудова
З непарного боку вулиця забудована типовими для Воскресенки будинками — п'ятиповерховими «хрущовками» серії 1-480-15К (панельні та цегляні) та дев'ятиповерхівками серії ММ-640. Дев'ятиповерховий будинок на розі з Воскресенським проспектом (буд. № 1/2) зведений у серії 1-464а-20 (так звана «коробочка»). З парного боку — залишки приватного сектору та житловий комплекс «Паркові озера», що продовжує розбудовуватись.
Найцікавішим[кому?] на вулиці є будинок працівників колишнього заводу «Агромаш» — двоповерхова будівля орієнтовно 40-х років ХХ століття (Воскресенська, № 10).